# Lukáš Juliš
Lukáš Juliš (Chrudim, 2 dicembre 1994) è un calciatore ceco, attaccante del Sigma Olomouc.

## Caratteristiche tecniche
Può essere schierato come prima o seconda punta.

## Carriera

### Club
Prodotto del vivaio dello Sparta Praga, il 21 agosto 2011 mette a segno una tripletta nella sfida di seconda divisione tra le riserve dello Sparta Praga e il Varnsdorf, incontro vinto 2-5. Il 21 luglio 2013 fa il suo debutto in prima squadra, subentrando a David Lafata negli ultimi minuti di una partita di campionato contro il Vysocina Jihlava (1-4). La sua prima rete arriva il 22 marzo 2014, contro il Football Club Baník Ostrava (1-1). Il 5 novembre 2015 fa il esordio anche in Europa, entrando al 90' per Lafata contro lo Schalke 04 (1-1), sfida valida per la fase a gironi della UEFA Europa League. Il 10 dicembre seguente firma anche la sua prima rete nell'Europa League, in un 3-1 rifilato all'APOEL a Nicosia, sfida che gioca da titolare.

### Nazionale
Ha giocato nelle nazionali giovanili ceche Under-16, Under-17, Under-18, Under-19 ed Under-21.

## Palmarès

### Club

#### Competizioni nazionali
- Campionato ceco: 1

Sparta Praga: 2013-2014
- Coppa della Repubblica Ceca: 2

Sparta Praga: 2013-2014
Sigma Olomouc: 2024-2025
- Supercoppa della Repubblica Ceca: 1

Sparta Praga: 2014